# 小眼球症関連転写因子
小眼球症関連転写因子（しょうがんきゅうしょうかんれんてんしゃいんし、英: microphthalmia-associated transcription factor、MITF）は、ヒトではMITF遺伝子によってコードされるタンパク質である。bHLHe32（class E basic helix-loop-helix protein 32）としても知られる。
MITFは塩基性ヘリックスループヘリックス（bHLH）-ロイシンジッパー（LZ）型転写因子であり、メラノサイト、破骨細胞、マスト細胞など多くの細胞種で細胞系列特異的な経路の調節に関与している。細胞系列特異的とは遺伝子または形質が特定の細胞種のみで発現することを意味する。MITFはこれらの正常な前駆体細胞の生存と生理学的機能に必要なシグナル伝達カスケードの切り替えに関与している可能性がある。
MITFは、TFEB、TFE3、TFECともに、bHLH-LZ型タンパク質のサブファミリーである、MiT-TFEファミリーと呼ばれる転写因子ファミリーに属する。これらの因子は、DNAに結合する安定なホモまたはヘテロ二量体を形成する。マウスではMITFをコードする遺伝子はmi遺伝子座に位置し、その標的には、細胞死、DNA複製、DNA修復、有糸分裂、miRNAの産生、膜輸送、ミトコンドリアの代謝などに関与する腫瘍形成促進性因子が含まれる。この遺伝子の変異は、難聴、骨の喪失、小眼球、目や皮膚の色素の不足を引き起こす。ヒトでは、MITFはメラノサイトでの正常なメラニン合成に必要不可欠なさまざまな遺伝子の発現を制御することが知られており、MITFの変異はメラノーマ、ワールデンブルグ症候群、Tietz症候群などの疾患の原因となることがある。その機能は、ゼブラフィッシュやXiphophorus属などの魚類を含む、脊椎動物の間で保存されている。
MITFに関する理解は、特定の細胞系列特異的ながんや他の疾患がどのように進行するかを理解するために必要である。さらに、現在および将来の研究によって、この転写因子の機構を標的としたがん予防の道が開かれる可能性がある。

## 臨床的意義

### 変異
上述したように、MITFに変化が生じることで健康に重大な影響が生じる場合がある。例えば、MITFの変異はワールデンブルグ症候群やTietz症候群への関与が示唆されている。
ワールデンブルグ症候群は、難聴、神経堤由来構造の軽度の欠陥、色素形成の異常などの症状を示す、稀少遺伝性疾患である。
Tietz症候群は1923年に最初に記載された先天性疾患で、多くの場合は難聴とリューシズムによって特徴づけられる。Tietz症候群はMITF遺伝子の変異によって引き起こされる。Tietz症候群の原因となるMITF遺伝子の変異は、塩基性モチーフ領域のアミノ酸の欠失または変化を引き起こす。この変化したMITFタンパク質はDNAに結合することができず、メラノサイトの発生やその後のメラニン産生に変化が生じる。メラノサイトの数の減少は、聴力の喪失や、Tietz症候群の顕著な特徴である明るい皮膚と髪色の原因となる、メラニン産生の減少を引き起こす。

### メラノーマ
メラノサイトは、髪、皮膚、爪を着色するメラニン色素の産生を担う細胞として一般的に知られている。メラノサイトががん細胞となる正確な機構は比較的不明瞭であるが、現在研究が進行している。例えば、メラノーマ細胞では特定の遺伝子のDNAが高頻度で損傷を受けていることが明らかにされている。この損傷の原因は紫外線照射であると考えられており、その結果メラノーマの発生の可能性が高まる。具体的には、メラノーマの多くではB-RAFの遺伝子に変異が生じており、MEK-ERKキナーゼカスケードが誘導されている。MITFは浸潤性、遊走、転移と関係した遺伝子の調節に関与する転写因子であるため、B-RAFに加えてMITFもメラノーマのプログレッションに大きな役割を果たしていることが知られている。MITFの標的遺伝子は次節に示す。

## 標的遺伝子
MITFは、標的遺伝子のプロモーター領域のE-box（CAYRTG）とM-box（TCAYRTGまたはCAYRTGA）配列を認識する。既知の（少なくとも2つの独立した文献で確認されている）標的遺伝子には次のようなものがある。
| ACP5  | BCL2   | BEST1 | BIRC7   |
| CDK2  | CLCN7  | DCT   | EDNRB   |
| GPNMB | GPR143 | MC1R  | MLANA   |
| OSTM1 | RAB27A | SILV  | SLC45A2 |
| TBX2  | TRPM1  | TYR   | TYRP1   |

これらに加えて、次に挙げる因子がマイクロアレイ研究によって同定されている。
| MBP    | TNFRSF14 | IRF4  | RBM35A |
| PLA1A  | APOLD1   | KCNN2 | INPP4B |
| CAPN3  | LGALS3   | GREB1 | FRMD4B |
| SLC1A4 | TBC1D16  | GMPR  | ASAH1  |
| MICAL1 | TMC6     | ITPKB | SLC7A8 |

## LysRS-Ap4A-MITFシグナル伝達経路
LysRS-Ap4A-MITFシグナル伝達経路はマスト細胞で最初に発見された。マスト細胞ではアレルゲン刺激に伴って、免疫グロブリンEが高親和性IgE受容体（FcεRI）に結合することで、MAPK経路のカスケードが開始される。
リジルtRNAシンテターゼ（LysRS）は通常、複数のシンテターゼからなる複合体中に存在する。この複合体は9つの異なるアミノアシルtRNAシンテターゼと3つの足場タンパク質から構成され、触媒作用とは別にシグナル伝達機能を持つことから「シグナロソーム」（signalosome）と呼ばれている。活性化後、LysRSはセリン207番がMAPK依存的にリン酸化される。このリン酸化はLysRSのコンフォメーション変化、複合体からの脱離と核内への移行を引き起こし、そこでMITFとその活性を阻害するHINT1からなる複合体と結合する。また、コンフォメーション変化によってLysRSの活性はリジンtRNAのアミノアシル化からジアデノシン四リン酸（Ap4A）の産生へと切り替えられる。Ap4Aは2つのアデノシンが5‘-5’四リン酸で連結された分子であり、HINT1に結合してMITFを阻害複合体から解離させ、MITFの標的遺伝子の転写を可能にする。具体的には、Ap4AはHINT1分子のフィラメントへの重合を引き起こし、重合によってMITFへの相互作用面が遮断されることで、両者の相互作用が妨げられる。この機構はAp4A分子のリン酸ブリッジの正確な長さに依存しており、ATPやAMPなど他のヌクレオチドは影響を与えない。
MITFはメラノサイトでも重要な役割を果たしており、そこでメラニン産生に関わる多数のタンパク質の発現を調節している。MITFの特定レベルの継続的な発現は、メラノーマ細胞の増殖と生存、そしてT細胞によるメラノーマ関連抗原（melan-A）の認識の回避に必要な因子の1つである。HINT1分子の翻訳後修飾は、Ap4A分子の結合とともにMITFの標的遺伝子の発現に影響を与えることが示されている。HINT1自身の変異は軸索型ニューロパチーの原因となることが示されている。この経路の調節はNudixファミリーに属するジアデノシン四リン酸ヒドロラーゼNUDT2によるAp4Aの切断に依存しており、HINT1のMITFへの結合を可能にしてMITFの標的遺伝子の発現を抑制する。NUDT2自身はヒトの乳がんと関係していることが示されており、細胞増殖を促進する。この酵素の大きさは17 kDaで、核と細胞質の間を自由に拡散するため、核内にも存在する。また、マスト細胞の免疫刺激に伴って、インポーチン-βのN末端ドメインと直接相互作用して核内へ能動輸送されることも示されている。LysRS-Ap4A-MITFシグナル伝達経路が実際にMITFの転写活性の制御の重要な側面であることを示す証拠は蓄積している。
心筋細胞では、イソプロテレノールによってLysRS-Ap4A-MITFシグナル伝達経路が活性化されることが確認されている。MITFの心臓特異的アイソフォームは、心臓の成長とβアドレナリン受容体刺激に対する生理的応答を担う、心筋の成長と肥大の主要な調節因子である。

## リン酸化
MITFはいくつかのセリン残基とチロシン残基がリン酸化される。セリンのリン酸化は、MAPK/BRAF/ERK、受容体型チロシンキナーゼKIT、GSK-3、mTORなどいくつかのシグナル伝達経路によって調節される。PI3K、AKT、SRC、p38などのキナーゼはMITFのリン酸化による活性化因子として重要である。対照的に、チロシンのリン酸化はKITにD816V変異が存在する場合に誘導される。このKITD816V経路はSrcファミリーの活性化によるシグナル伝達に依存している。メラノーマで高頻度で変化が生じているMAPK/BRAF経路やGSK-3経路によるセリンのリン酸化の誘導はMITFの核外搬出を調節し、それによって核内でのMITFの活性を低下させる。同様に、KITのD816V変異によって媒介されるチロシンのリン酸化もMITFの細胞質での存在を増加させる。

## 相互作用
大部分の転写因子は、タンパク質間相互作用によって他の因子と協働して機能する。MITFと他のタンパク質との結合は、MITFを介した転写活性の調節の重要な段階である。MAZR、PIAS3、TFE3、UBC9、PKCI-1、LEF1などとの相互作用は広く研究されている。
MAZR（Myc-associated zinc-finger protein related factor）はMITFのLZドメインと相互作用する。共に発現した場合には、MAZRとMITFの双方がマウスのｍMCP-6遺伝子のプロモーター活性を増加させる。MAZRとMITFは共にｍMCP-6遺伝子をトランス活性化する。また、MAZRはMITFとともにマスト細胞の形質発現にも関与している。
PIAS3はSTAT3のDNA結合活性を阻害することで作用する転写阻害因子である。PIAS3はMITFと直接相互作用し、STAT3はこの相互作用には干渉しない。PIAS3はMITFの転写活性を抑制する重要な分子としても機能する。これはマスト細胞とメラノサイトの発生に重要である。
MITF、TFE3、TFEBは転写因子のbHLH-LZファミリーに属する。この転写因子ファミリーの各タンパク質はDNAに結合する。TFE3は破骨細胞の発生に必要であり、その機能はMITFとの冗長性があることが示唆されている。双方の遺伝子を喪失すると重度の大理石骨病が引き起こされ、MITFがこの転写因子ファミリーの他のメンバーと相互作用することが示されている。TFEBはリソソーム生合成とオートファジーの主要調節因子である。興味深いことに、MITF、TFEB、TFE3は飢餓誘導性のオートファジーの調節に個別の役割があることがメラノーマ細胞で記載されている。さらに、MITFとTFEBは互いのｍRNAとタンパク質発現を直接調節している一方で、細胞内局在や転写活性はmTORシグナル伝達経路など類似した経路による調節を受ける。
UBC9はMITFと結合するユビキチン結合酵素である。ヒトのUBC9はSENTRIN/SUMO1と選択的に作用することが知られているが、in vitroでの解析ではMITFはSUMO1よりもユビキチンと結合することが示されている。UBC9はメラノサイトの分化の重要な調節因子であり、そのためにMITFをプロテアソームによる分解の標的とする。
PKCI-1（protein kinase C-interacting protein 1）はMITFと結合する。この結合はマスト細胞の活性化に伴って減少する。PKCI-1は細胞質基質と核に存在するが、その生理学的機能は未知である。しかし、MITFの転写活性を抑制する能力を持ち、in vivoでMITFによる転写活性の負の調節因子として機能する。
MITFとLEF1（ lymphoid enhancing factor 1）の機能的協働は、初期のメラノブラストのマーカーであるDCT遺伝子のプロモーターを相乗的にトランス活性化する。LEF1はWntシグナルによる調節過程に関与している。LEF1はTFE3など他のMITF関連タンパク質とも協働する。MITFはLEF1の調節因子であり、多くの細胞でこの調節はWntシグナルの効率的な増幅を保証している。

## 翻訳調節
MITFの翻訳調節は、2019年時点でその重要性を示す査読済み論文は2報しかない未探索の領域である。メラノーマ細胞では、グルタミン枯渇時にATF4の転写産物が増加するとともに、eIF2αのリン酸化によってmRNAの翻訳も増加する。この分子イベントの連鎖は2つの階層でMITFを抑制する。まずATF4タンパク質はMITFに結合して転写を抑制し、さらにeIF2αはおそらくeIF2Bの阻害を介してMITFの翻訳を遮断する。
MITFはRNAヘリカーゼDDX3Xによる直接的な翻訳調節も受ける。MITFの5' UTRには重要な調節エレメント（IRES）が存在し、DDX3Xによって認識、結合、活性化される。MITFの5' UTRはわずか123ヌクレオチドから構成されるが、この領域は複数の分岐を持つループや非対称的なバルジを持つ、エネルギー的に有利な二次構造へと折りたたまれることが予測されている。DDX3Xによるこのシス調節配列の活性化は、メラノーマ細胞でのMITFの発現を促進する。